# Puccinia absicca
Puccinia absicca ist eine Ständerpilzart aus der Ordnung der Rostpilze (Pucciniales). Der Pilz ist ein Endoparasit des Korbblütlers Zexmenia frutescens. Symptome des Befalls durch die Art sind Rostflecken und Pusteln auf den Blattoberflächen der Wirtspflanzen. Sie ist ein Endemit Costa Ricas.

## Merkmale

### Makroskopische Merkmale
Puccinia absicca ist mit bloßem Auge nur anhand der auf der Oberfläche des Wirtes hervortretenden Sporenlager zu erkennen. Sie wachsen in Nestern, die als gelbliche bis braune Flecken und Pusteln auf den Blattoberflächen erscheinen.

### Mikroskopische Merkmale
Das Myzel von Puccinia absicca wächst wie bei allen Puccinia-Arten interzellulär und bildet Saugfäden, die in das Speichergewebe des Wirtes wachsen. Ihre Spermogonien wachsen oberseitig auf den Oberflächen der Wirtsblätter. Die Aecien der Art sind unbekannt. Uredien fehlen dem Pilz. Die beidseitig wachsenden Telien der Art sind zimtbraun, pulverig und unbedeckt. Die goldbraunen Teliosporen sind zweizellig, in der Regel ellipsoid bis langellipsoid, fein runzlig und meist 28–40 × 19–24 µm groß. Ihre Stiele sind farblos und bis zu 85 µm lang.

## Verbreitung
Das bekannte Verbreitungsgebiet von Puccinia absicca umfasst lediglich Costa Rica.

## Ökologie
Die Wirtspflanzen von Puccinia absicca ist Zexmenia frutescens. Der Pilz ernährt sich von den im Speichergewebe der Pflanzen vorhandenen Nährstoffen, seine Sporenlager brechen später durch die Blattoberfläche und setzen Sporen frei. Die Art durchläuft einen mikrozyklischen Entwicklungszyklus mit Spermogonien, Aecien und Telien. Als autoöker Parasit macht sie keinen Wirtswechsel durch.